# Estação João Ellis
João Ellis foi uma estação de trem do Rio de Janeiro localizando entre as estações de Augusto Vasconcellos e Campo Grande do ramal de Santa Cruz, próximo ao Estádio Ítalo del Cima. Atualmente a estação se encontra abandonada, restando-lhe apenas as plataforma da estação.
A estação servia como uma ponte de acesso ao estádio ítalo Del Cima do clube Campo Grande. A estação foi desativada após o clube Campo Grande ser rebaixado, assim que o estádio foi desativado. Atualmente, o estádio Ítalo Del Cima foi reformado, porém a estação João Ellis continua desativada. 